# اینورتاز
β-فرکتوفورانوزیداز (انگلیسی: Invertase) یک آنزیم است که فروکافت آبکافت (تجزیه) ساکارز به فروکتوز و گلوکز را انجام می‌دهد. نام‌های جایگزین برای β-فرکتوفورانوزیداز  شامل اینوِرتاز, ساکاراز, گلوکوسوکراز, β-فرکتوزیداز, اینوِرتین, فرکتوزیل‌اینوِرتاز, اینوِرتاز قلیایی و اینوِرتاز اسیدی است. مخلوط حاصل از فروکتوز و گلوکز شربت اینورت نام دارد.
اینوِرتازها با ساکارازها مرتبط هستند. اینوِرتازها و ساکارازها ساکارز را به همان مخلوط گلوکز و فروکتوز هیدرولیز می‌کنند. اینوِرتاز یک گلیکوپروتئین است که باقی‌مانده‌های β-فرکتوفورانوزید غیرکاهنده ترمینال را هیدرولیز (شکسته) می‌کند. اینوِرتازها پیوند O-C (فروکتوز) را می‌شکنند، درحالی‌که ساکارازها پیوند O-C (گلوکز) را می‌شکنند. اینوِرتاز پیوند α-۱٬۲-گلیکوزیدی ساکارز را می‌شکند.
برای مصارف صنعتی، اینوِرتاز معمولاً از مخمر استخراج می‌شود. این آنزیم همچنین توسط زنبورها سنتز می‌شود که از آن برای تولید عسل از شهد استفاده می‌کنند. دمای بهینه آن ۶۰ درجه سانتی‌گراد و پی‌اچ بهینه آن ۴٫۵ است. قند را می‌توان با اسید سولفوریک اینورت کرد اما این روش برای محصولات خوراکی مناسب نیست و هیدرولیز آنزیمی ترجیح داده می‌شود.

## تولید
اینوِرتاز توسط موجودات مختلفی از جمله مخمرها، قارچ‌ها، باکتری‌ها، گیاهان عالی و حیوانات تولید می‌شود. به‌عنوان مثال: ساکارومایسس سرویزیه، Saccharomyces carlsbergensis, S. pombe، افشانکچه spp, Penicillium chrysogenum، ازتوباکتر spp، لاکتوباسیلوس spp، سودوموناس spp و غیره.

## کاربردها
اینوِرتاز برای تولید شربت اینورت استفاده می‌شود. اینوِرتاز گران است، بنابراین ممکن است ترجیح داده شود که به جای آن فروکتوز از گلوکز با استفاده از ایزومراز گلوکز (مانند Xylose isomerase) تولید شود. در تولید آب‌نبات‌های پوشیده از شکلات، سایر نوشیدنی‌های شیرین و شیرینی‌های فوندانت از اینوِرتاز استفاده می‌شود که قند را مایع می‌کند.

## بازدارندگی
اوره به‌عنوان یک بازدارنده غیررقابتی خالص برای اینوِرتاز عمل می‌کند، احتمالاً با شکستن پیوند هیدروژنی‌های درون‌مولکولی که به ساختار سوم پروتئین کمک می‌کنند.